# Délégué de classe
 (mars 2020).

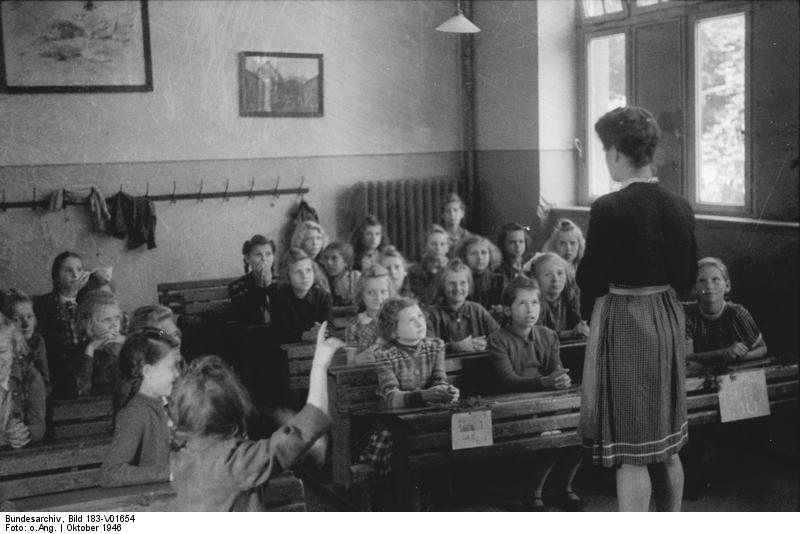
Élection des délégués de classe à l'école primaire d'Erfurt en 1946.

Dans une classe d'un établissement secondaire, le délégué de classe est un élève de la classe chargé de représenter les autres élèves.

## En Allemagne
Un ou deux délégués sont élus pour une durée d'une année entière ou d'une demi-année.

## En France
En France, deux délégués de classe sont élus en deux tours et pour un an. Ils sont les représentants des élèves au Conseil de Classe trimestriel, auprès des professeurs et de la direction. Ils sont aussi médiateurs entre les élèves.

## En Suisse
Dans le canton de Vaud, les délégués de classes sont élus pour un an. Chaque classe dispose d'un délégué, chargé de représenter sa classe et les membres de celles-ci. Ils se réunissent en conseil des élèves.

## Monde anglo-saxon
Le class president est élu par les autres élèves et représente la classe, notamment au student council (en).